# Stations du Carême
Les stations du Carême correspondent à une tradition catholique. La pratique de visiter chaque jour du Carême l'église qui dans le passé était celle de la messe stationnale a connu un regain de vigueur à partir du milieu du XXe siècle sous l'impulsion de l'Académie pontificale pour le culte des martyrs.
Elles forment la partie la plus connue des messes stationnales traditionnelles, dont les dates sont indiquées dans le Missel romain du rite tridentin.

## Historique
À l'origine les stations du Carême sont les célébrations de la messe stationnale : la messe célébrée dans la ville de Rome par le pape et à laquelle toute l'Église romaine était censée prendre part». Parmi les jours où de telles messes étaient célébrées, il y avait ceux du jeûne du Carême .
Le pape Grégoire Ier a été restaurateur de l'usage des stations, qui remonte aux premiers temps de l'Église romaine. Dans chacun des jours désignés (l'expression statis diebus n'est qu'une coïncidence) le pape, le clergé et le peuple se rencontraient à une autre église du quartier et allaient en procession publique à l'église de la station, où on célébrait la messe.
La précision des stations se continuait, à partir du IXe siècle, dans les manuscrits du Sacramentarium Gregorianum Hadrianum, quel que soit le lieu de copie (normalement dans le royaume carolingien), quel que soit l'établissement de célébration, en rendant l'hommage au Saint-Siège.
Le rite des stations disparaît avec la papauté d'Avignon, mais on continuait à indiquer la station du jour pas seulement dans les sacramentaires, manuscrits médiévaux, mais aussi dans toutes les éditions du Missel romain tridentin depuis la première jusqu'à la dernière.
Actuellement, au jour fixé pour la station d'une église, les fidèles qui participent à la liturgie se voient accorder une indulgence plénière ou, s'ils ne font que la visiter, une indulgence partielle.
Dans le Caeremoniale Episcoporum de 1984, on appelle « messe stationnelle » la messe que l'évêque diocésain, entouré par ses prêtres et ses ministres et avec la participation pleine et active de tout le peuple de Dieu, célèbre les fêtes principales de l'année.

## Les églises pour les stations à Rome
Les églises stations de Rome pendant le Carême et l'octave de Pâques sont les suivants :
1. début : 
  1. Mercredi des Cendres : Église Sainte-Sabine
  2. Jeudi : Église San Giorgio in Velabro
  3. Vendredi : Basilique Santi Giovanni e Paolo
  4. Samedi : Basilique Sant’Agostino in Campo Marzio
2. Premier dimanche de Carême : Archibasilique Saint-Jean-de-Latran
  1. Lundi : Basilique Saint-Pierre-aux-Liens
  2. Mardi : Basilique Sainte-Anastasie
  3. Mercredi : Basilique Sainte-Marie-Majeure
  4. Jeudi : Église San Lorenzo in Panisperna
  5. Vendredi : Basilique des Saints-Apôtres
  6. Samedi : Basilique Saint-Pierre
3. Deuxième dimanche de Carême : Basilique Santa Maria in Domnica
  1. Lundi : Basilique Saint-Clément-du-Latran
  2. Mardi : Église Santa Balbina all’Aventino
  3. Mercredi : Église Sainte-Cécile-du-Trastevere
  4. Jeudi : Basilique Sainte-Marie-du-Trastevere
  5. Vendredi : Basilique Saint Vitale
  6. Samedi : Église Santi Marcellino e Pietro al Laterano
4. Troisième dimanche de Carême : Basilique Saint-Laurent-hors-les-Murs
  1. Lundi : Basilique San Marco Evangelista al Campidoglio
  2. Mardi : Basilique Santa Pudenziana
  3. Mercredi : Église Santi Nereo e Achilleo
  4. Jeudi : Basilique Santi Cosma e Damiano
  5. Vendredi : Basilique San Lorenzo in Lucina
  6. Samedi : Église Sainte-Suzanne
5. Quatrième dimanche de Carême : Basilique Sainte-Croix-de-Jérusalem
  1. Lundi : Basilique des Quatre-Saints-Couronnés
  2. Mardi : Église San-Lorenzo-in-Damaso
  3. Mercredi : Basilique Saint-Paul-hors-les-Murs
  4. Jeudi : Basilique San Martino ai Monti
  5. Vendredi : Église Sant’Eusebio
  6. Samedi : Basilique San Nicola in Carcere
6. Cinquième dimanche de Carême : Basilique Saint-Pierre
  1. Lundi : Basilique San Crisogono
  2. Mardi : Église Santa Maria in Via Lata
  3. Mercredi : Église San Marcello al Corso
  4. Jeudi : Basilique Sant’Apollinare
  5. Vendredi : Église Saint-Étienne-le-Rond
  6. Samedi : Église San Giovanni a Porta Latina
7. Dimanche des Rameaux : Archibasilique Saint-Jean-de-Latran
  1. Lundi : Basilique Santa Prassede
  2. Mardi : Église Santa Prisca
  3. Mercredi : Basilique Sainte-Marie-Majeure
  4. Jeudi : Archibasilique Saint-Jean-de-Latran
  5. Vendredi : Basilique Sainte-Croix-de-Jérusalem
  6. Samedi : Archibasilique Saint-Jean-de-Latran
8. Le dimanche de Pâques : Basilique Sainte-Marie-Majeure 
  1. Lundi : Basilique Saint-Pierre
  2. Mardi : Basilique Saint-Paul-hors-les-Murs
  3. Mercredi : Basilique Saint-Laurent-hors-les-Murs
  4. Jeudi : Basilique des Saints-Apôtres
  5. Vendredi : Panthéon
  6. Samedi : Archibasilique Saint-Jean-de-Latran
9. 2e Dimanche après Pâques (Quasimodo) : Basilique San Pancrazio

## Source
- Liste des églises stations du carême et de l'octave de Pâques sur le site du Vatican

## Articles liés
- Grégoire Ier
- Sacramentarium Gregorianum Hadrianum